# さんだる (お笑いコンビ)
さんだるは、ホリプロコムに所属する日本のお笑いコンビ。

## メンバー
- 宗 洸志（そう こうじ、1988年12月14日 -）（36歳）ツッコミ・ネタ作り担当。
  - 東京都出身、法政大学中退。
  - 身長178cm、体重65kg、血液型A型。
  - 趣味は横浜DeNAベイスターズ友の会、戦国時代、カラオケ。
  - 特技はソフトテニス、ものまね。
  - 名字でよく中国人と間違えられるが、生粋の日本人[2]。
- 堀内 将人（ほりうち まさと、1988年7月1日 -）（37歳）ボケ担当。
  - 東京都出身。
  - 身長169cm、体重55kg、血液型AB型。
  - 趣味はバスケットボール・ミニ四駆。
  - 特技は炭酸飲料一気飲み。
  - 弟がいる

## 略歴
2013年にワタナベコメディスクールの同期によって結成。当初はトリオだったが、1人脱退しコンビとして活動。コンビ名の「さん」は3人組だったことに由来し、「緩くてだるい雰囲気でやっていこう」という意味で「だる」を付け足した。また、サンダルそのものが緩そうな感じの物にも思えたという意味もある。これに宗は「『さんだる』では検索で引っかからないから良くない」と意見したこともあった。候補には他に『アメリカ』『おひさまパラソル』『シカゴチキン』『放課後ソルジャー』というものがあった。
ワタナベコメディスクールを卒業するもワタナベエンターテインメントの所属にはなれず、フリーで活動。2015年よりホリプロコムへの所属が決まる。
2016年にはヤングウッズ、オレンジサンセットとの合同ライブ「S.Y.O」を3回に渡って開催したが、その後はオレンジサンセットの解散によって事実上立ち消えとなり、ヤングウッズも解散している。
2017年11月1日に新宿バティオスにて初の単独ライブ「お前ブルータス読んでんじゃん」を開催。
2018年6月6日に新宿バティオスにて単独ライブ「すに～か～」を開催。キングオブコントにて準々決勝進出。
2019年、第1回ツギクル芸人グランプリ第3位、キングオブコントにて準決勝進出。
2020年4月5日に渋谷ユーロライブにて単独ライブ「すりっぽん」を開催する予定だったが、新型コロナウイルスの影響で延期となった。またキングオブコントにて二年連続準決勝進出を果たした。
2021年5月30日に渋谷ユーロライブにて延期となっていた単独ライブ「すりっぽん」を開催。キングオブコントにて準々決勝進出。
2024年8月2日、ホリプロコム所属芸人がトーナメント形式で対決する大会「HORIPRO COM SP LIVE『1on1』」にて優勝。

## 芸風
コントを専門とする。初期は主に2人とも学生に扮しての学生あるあるネタを持ちネタとした。「（堀内が童顔のため）医者役などをしても貫禄がなく、説得力がない」と構成作家に指摘された際に「同級生なの?」ともよく訊かれたため（実際同い年）、その設定の方が客にとっても不自然ではないのかなと思ったためだという。宗が髪型をパーマにしてからは、宗がおばさん役を演じるコントが増えている。
ネタは宗が書いており、設定だけを堀内へ伝えて面白いと反応すれば本格的に作っていくシステム。逆に堀内が面白くないと言えばボツにしている。
M-1グランプリ2022にてウエストランドが最終決戦のネタの中で、芸人のライブの不条理なフライヤー（チラシ）の例として言及した「瓦礫の前でパジャマ」とは、さんだるの単独ライブ「5」のフライヤーのことである。

## 現在レギュラー出演中の番組

### ネットラジオ
- さんだるのぴよぴよさんだる（GERA放送局、毎週月曜日20時放送）

## 出演歴

### テレビ
- 公開ネタ見せ番組〜輝け！ギャラ3000円芸人（BSスカパー）- 2015年7月27日
- Rの法則（Eテレ）- 2016年1月4日
- 勇者ああああ（テレビ東京）- 2017年9月28日
- 朝まであらびき団SP あら-1グランプリ2018（TBS）- 2018年12月29日
- そろそろ にちようチャップリン（テレビ東京）- 2019年2月16日、23日
- ツギクル芸人グランプリ（フジテレビ） - 2019年7月25日
- おもしろ荘へいらっしゃい!（日本テレビ）- 2021年1月1日
- オンエア決めろ！ー笑武ー（BSJapanext）- 2022年5月31日
- 証言者バラエティ アンタウォッチマン!（テレビ朝日）- 2023年9月19日
- ノンストップ!（フジテレビ） - 2025年8月11日 ※番組終盤の中継企画に出演。

### ラジオ
- マイナビ Laughter Night（TBSラジオ） - 2019年8月30日[14]、2021年1月8日[15]、2022年12月16日[16]

### ライブ
- ホリプロお笑いライブ ゴールドプレート
- 単独ライブ「お前ブルータス読んでんじゃん」
- 単独ライブ「すに〜か〜」
- 単独ライブ「5」（2022年1月23日、西新宿ナルゲキ）
- 真夏のお笑いライブ in お台場みんなの夢大陸 〜ホリプロコムスペシャル〜
- ZASSO
- エイトクラベル
- S.Y.O（ヤングウッズ、オレンジサンセットとの合同ライブ）[17]